# Ballon d'or 1976
Navigation
Édition précédente Édition suivante
Le Ballon d'or 1976 récompensant le meilleur footballeur européen évoluant en Europe a été attribué le 28 décembre 1976 à l'Allemand Franz Beckenbauer.

## Historique

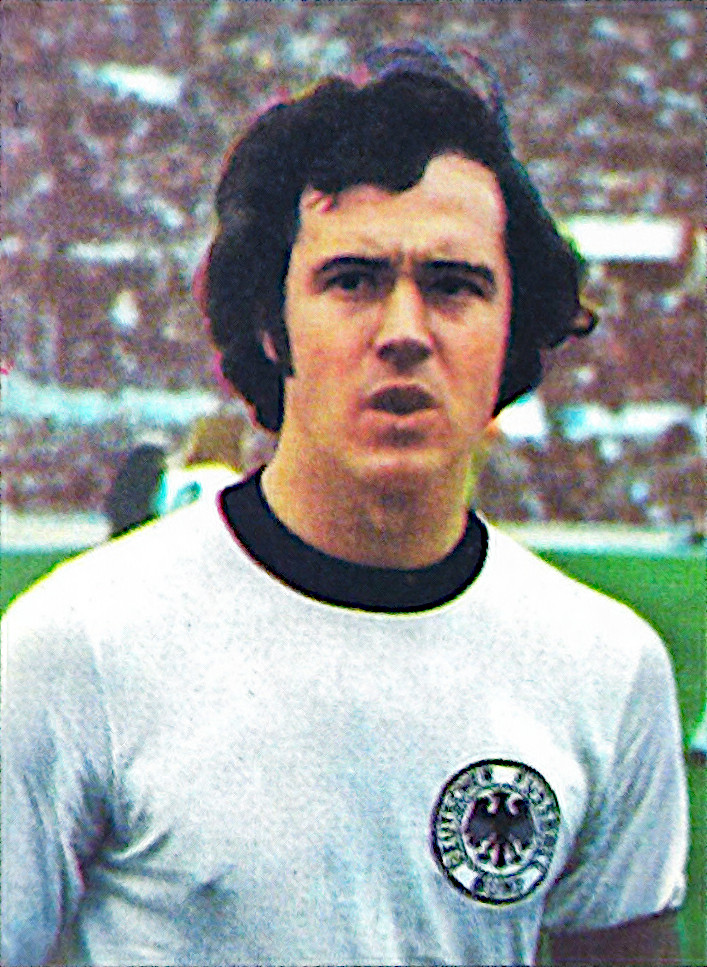
Franz Beckenbauer (1975).

Il s'agit de la 21e édition de ce trophée mis en place par le magazine français France Football qui publia le vote dans le numéro 1603.
Vingt-six journalistes ont pris part au vote (Allemagne de l'Ouest, Allemagne de l'Est, Angleterre, Autriche, Belgique, Bulgarie, Danemark, Espagne, France, Finlande, Grèce, Hongrie, Irlande, Italie, Luxembourg, Norvège, Pays-Bas, Pologne, Portugal, Roumanie, Suède, Suisse, Tchécoslovaquie, Turquie, Union soviétique et Yougoslavie).
Le titre est remporté par le joueur ouest-allemand Franz Beckenbauer, succédant au soviétique Oleg Blokhine. Il s'agit de son deuxième titre après 1972.

## Classement complet
| Rang | Nom                 | Club                                | Nationalité          | Points |
| 1    | Franz Beckenbauer   | Bayern Munich                       | Allemagne de l'Ouest | 91     |
| 2    | Rob Rensenbrink     | Anderlecht                          | Pays-Bas             | 75     |
| 3    | Ivo Viktor          | Dukla Prague                        | Tchécoslovaquie      | 52     |
| 4    | Kevin Keegan        | Liverpool                           | Angleterre           | 32     |
| 5    | Michel Platini      | Nancy                               | France               | 19     |
| 6    | Anton Ondruš        | Slovan Bratislava                   | Tchécoslovaquie      | 16     |
| 7    | Johan Cruijff       | FC Barcelone                        | Pays-Bas             | 12     |
| 7    | Ivan Ćurković       | AS Saint-Étienne                    | Yougoslavie          | 12     |
| 9    | Rainer Bonhof       | Borussia Mönchengladbach            | Allemagne de l'Ouest | 9      |
| 9    | Marián Masný        | Slovan Bratislava                   | Tchécoslovaquie      | 9      |
| 9    | Gerd Müller         | Bayern Munich                       | Allemagne de l'Ouest | 9      |
| 12   | Franco Causio       | Juventus                            | Italie               | 7      |
| 13   | Berti Vogts         | Borussia Mönchengladbach            | Allemagne de l'Ouest | 6      |
| 14   | Tibor Nyilasi       | Ferencváros                         | Hongrie              | 5      |
| 15   | Roberto Bettega     | Juventus                            | Italie               | 4      |
| 15   | Jürgen Croy         | FSV Zwickau                         | Allemagne de l'Est   | 4      |
| 15   | Dudu Georgescu      | Dinamo Bucarest                     | Roumanie             | 4      |
| 15   | Jaroslav Pollák     | Košice                              | Tchécoslovaquie      | 4      |
| 19   | Oleg Blokhine       | Dinamo Kiev                         | Union soviétique     | 3      |
| 19   | Joachim Streich     | FC Magdebourg                       | Allemagne de l'Est   | 3      |
| 21   | Gérard Janvion      | AS Saint-Étienne                    | France               | 2      |
| 21   | Dieter Müller       | FC Cologne                          | Allemagne de l'Ouest | 2      |
| 21   | Dominique Rocheteau | AS Saint-Étienne                    | France               | 2      |
| 21   | Santillana          | Real Madrid                         | Espagne              | 2      |
| 21   | Benny Wendt         | FC Cologne / Tennis Borussia Berlin | Suède                | 2      |
| 26   | Ali Kemal Denizci   | Trabzonspor                         | Turquie              | 1      |
| 26   | Jupp Heynckes       | Borussia Mönchengladbach            | Allemagne de l'Ouest | 1      |
| 26   | Dominique Bathenay  | AS Saint-Étienne                    | France               | 1      |
| 26   | Dino Zoff           | Juventus                            | Italie               | 1      |